# Johnson City (Texas)
Pour les articles homonymes, voir Johnson et Johnson City.
La ville de Johnson City est le siège du comté de Blanco, dans le centre de l’État du Texas, aux États-Unis. Sa population, qui s’élevait à 1 656 habitants lors du recensement de 2010, est estimée à 2 003 habitants en 2016,.

## Histoire
Johnson City est la ville natale de Lyndon B. Johnson, 36e président des États-Unis. Elle a été fondée par James Polk Johnson, neveu de Samuel Ealy Johnson Sr. (en) et oncle du président Johnson,. James Polk Johnson a fait don d'un site de 320 acres (130 ha) en bordure de la rivière Pedernales pour la fondation de la ville en 1879. Le siège du comté de Blanco a été déplacé à Johnson City en 1890.

## Patrimoine
- Johnson Settlement, ensemble de bâtiments historiques de Johnson City.